# Perstorpsgölen (Södra Sandsjö socken, Småland)
Perstorpsgölen är en sjö i Tingsryds kommun i Småland och ingår i Ronnebyåns huvudavrinningsområde.